# The Essential Beatles
The Essential Beatles is een compilatiealbum van de Britse band The Beatles. Het album werd door Apple Records exclusief uitgebracht in Australië en Nieuw-Zeeland. Alle nummers op het album behaalden de top 3 in de Australische hitlijsten, zij het als single of als onderdeel van een ep, met uitzondering van "With a Little Help from My Friends".
Het album werd in de jaren '80 tweemaal opnieuw uitgebracht. In augustus 1980 maakte het album deel uit van de box set Superstars of the '70s. In december 1982 werd het samen met het boek The Beatles in Their Own Words van Barry Miles uitgebracht in een box set met de naam The Beatles Sight & Sound.
In 1972 werd het album uitgebracht op cassette. Het werd nooit op cd uitgebracht, net zoals de andere albums van The Beatles die niet wereldwijd werden uitgebracht. Het album was tot 1991 te verkrijgen; in dat jaar werden alle Australische albums van de band verwijderd uit de catalogus van EMI Music en werden deze vervangen door Britse albums.

## Tracks
Alle muziek en teksten zijn geschreven door Lennon-McCartney, tenzij anders aangegeven.. 
| Nr. | Titel                   | Schrijver(s)                                        | Afkomstig van                   | Duur |
| --- | ----------------------- | --------------------------------------------------- | ------------------------------- | ---- |
| 1.  | Love Me Do              |                                                     | Please Please Me                | 2:22 |
| 2.  | Boys                    | Luther Dixon, Wes Farrell                           | Please Please Me                | 2:28 |
| 3.  | Long Tall Sally         | Enotris Johnson, Robert Blackwell, Richard Penniman | Long Tall Sally                 | 2:04 |
| 4.  | Honey Don't             | Carl Perkins                                        | Beatles for Sale                | 3:00 |
| 5.  | P.S. I Love You         |                                                     | B-kant van Love Me Do           | 2:05 |
| 6.  | Baby, You're a Rich Man |                                                     | B-kant van All You Need Is Love | 3:10 |
| 7.  | All My Loving           |                                                     | With the Beatles                | 2:10 |
| 8.  | Yesterday               |                                                     | Help!                           | 2:07 |
| 9.  | Penny Lane              |                                                     | Single uit 1967                 | 3:05 |

| Nr. | Titel                                | Schrijver(s)    | Afkomstig van                         | Duur |
| --- | ------------------------------------ | --------------- | ------------------------------------- | ---- |
| 10. | Magical Mystery Tour                 |                 | Magical Mystery Tour                  | 2:50 |
| 11. | Norwegian Wood (This Bird Has Flown) |                 | Rubber Soul                           | 2:04 |
| 12. | With a Little Help from My Friends   |                 | Sgt. Pepper's Lonely Hearts Club Band | 2:40 |
| 13. | All You Need Is Love                 |                 | Single uit 1967                       | 3:03 |
| 14. | Something                            | George Harrison | Abbey Road                            | 3:05 |
| 15. | Ob-La-Di, Ob-La-Da                   |                 | The Beatles                           | 3:10 |
| 16. | Let It Be                            |                 | Let It Be                             | 4:03 |